# Luigi Lante Montefeltro della Rovere, V duca di Bomarzo
Luigi Lante Montefeltro della Rovere, V duca di Bomarzo (Roma, 1744 – Roma, 1795), è stato un nobile italiano.

## Biografia
Nato a Roma nel 1744, Luigi era figlio di Filippo Lante Montefeltro della Rovere, IV duca di Bomarzo e della sua prima moglie, la principessa romana Maria Virginia Altieri.
Alla morte di suo padre nel 1771, ereditò i titoli ed i possedimenti della sua casata come V duca di Bomarzo. Con sentenza del 13 febbraio 1755 gli venne confermato il feudo di Santa Croce già acquistato da suo padre.
Morì a Roma nel 1795. Non avendo eredi maschi, i suoi titoli passarono al fratellastro più giovane Vincenzo che proseguì la casata.

## Matrimonio e figli
Luigi si sposò due volte: la prima, a Roma, il 23 aprile 1764 con Enrichetta Caetani (1744-di vaiolo, 1772), figlia di Michelangelo Caetani, X duca di Sermoneta e di Carlotta dei conti Ondedei. Da questo matrimonio nacquero i seguenti eredi:
- Marianna (3 ottobre 1767 - 14 marzo 1770)
- Marianna (28 luglio 1770 - testò nel 1833[1]), ereditò dal padre il feudo di Santa Croce, sposò nel 1790 il marchese Alessandro Falconieri (1759 - 1803), del quale dilapidò ampiamente il patrimonio una volta rimasta vedova
- Ludovico (26 agosto 1771 - 1772)

Alla morte della prima moglie, il 2 ottobre 1781 si risposò con Marianna de Torres dell'Aquila (1740 - 20 gennaio 1806), figlia del Marchese Gaspare, già vedova del conte Conte Sforza Luigi Marescotti. Da questo matrimonio non nacquero eredi.

## Albero genealogico
|                                                              |                                       |                                            | Genitori                                      |  |  | Nonni |  |  | Bisnonni                                                   |  |  | Trisnonni                                                  |  |
|                                                              |                                       |                                            |                                               |  |  |       |  |  | Antonio Lante Montefeltro della Rovere, II duca di Bomarzo |  |  | Ippolito Lante Montefeltro della Rovere, I duca di Bomarzo |  |
|                                                              |                                       |                                            |                                               |  |  |       |  |  | Antonio Lante Montefeltro della Rovere, II duca di Bomarzo |  |  | Ippolito Lante Montefeltro della Rovere, I duca di Bomarzo |  |
|                                                              |                                       | Maria Cristina d'Altemps                   |                                               |  |  |       |  |  | Antonio Lante Montefeltro della Rovere, II duca di Bomarzo |  |  |                                                            |  |
| Ludovico Lante Montefeltro della Rovere, III duca di Bomarzo |                                       |                                            |                                               |  |  |       |  |  | Antonio Lante Montefeltro della Rovere, II duca di Bomarzo |  |  |                                                            |  |
|                                                              |                                       | Louise Angelique Charlotte de La Trémoille | Louis II de La Trémoille, duca di Noirmoutier |  |  |       |  |  |                                                            |  |  |                                                            |  |
|                                                              |                                       | Louise Angelique Charlotte de La Trémoille | Louis II de La Trémoille, duca di Noirmoutier |  |  |       |  |  |                                                            |  |  |                                                            |  |
|                                                              |                                       | Louise Angelique Charlotte de La Trémoille | Renée Julie Aubéry de Tilleport               |  |  |       |  |  |                                                            |  |  |                                                            |  |
| Filippo Lante Montefeltro della Rovere, IV duca di Bomarzo   |                                       | Louise Angelique Charlotte de La Trémoille |                                               |  |  |       |  |  |                                                            |  |  |                                                            |  |
|                                                              |                                       | Guido Vaini, I principe di Cantalupo       | Domenico Vaini, marchese di Vacone            |  |  |       |  |  |                                                            |  |  |                                                            |  |
|                                                              |                                       | Guido Vaini, I principe di Cantalupo       | Domenico Vaini, marchese di Vacone            |  |  |       |  |  |                                                            |  |  |                                                            |  |
|                                                              |                                       | Guido Vaini, I principe di Cantalupo       | Margherita Mignanelli                         |  |  |       |  |  |                                                            |  |  |                                                            |  |
| Angela Vaini                                                 |                                       | Guido Vaini, I principe di Cantalupo       |                                               |  |  |       |  |  |                                                            |  |  |                                                            |  |
|                                                              |                                       | Maria Anna Ceuli                           | Tiberio Ceuli                                 |  |  |       |  |  |                                                            |  |  |                                                            |  |
|                                                              |                                       | Maria Anna Ceuli                           | Tiberio Ceuli                                 |  |  |       |  |  |                                                            |  |  |                                                            |  |
|                                                              |                                       | Maria Anna Ceuli                           | Violante Crescenzi                            |  |  |       |  |  |                                                            |  |  |                                                            |  |
| Luigi Lante Montefeltro della Rovere, V duca di Bomarzo      |                                       | Maria Anna Ceuli                           |                                               |  |  |       |  |  |                                                            |  |  |                                                            |  |
|                                                              | Gaspare Altieri, I principe di Oriolo | Angelo Paluzzi Albertoni                   |                                               |  |  |       |  |  |                                                            |  |  |                                                            |  |
|                                                              | Gaspare Altieri, I principe di Oriolo | Angelo Paluzzi Albertoni                   |                                               |  |  |       |  |  |                                                            |  |  |                                                            |  |
|                                                              | Gaspare Altieri, I principe di Oriolo | Vittoria Parabiacca                        |                                               |  |  |       |  |  |                                                            |  |  |                                                            |  |
| Emilio Altieri, II principe di Oriolo                        | Gaspare Altieri, I principe di Oriolo |                                            |                                               |  |  |       |  |  |                                                            |  |  |                                                            |  |
|                                                              |                                       | Laura Caterina Altieri                     | Antonio Maria Altieri                         |  |  |       |  |  |                                                            |  |  |                                                            |  |
|                                                              |                                       | Laura Caterina Altieri                     | Antonio Maria Altieri                         |  |  |       |  |  |                                                            |  |  |                                                            |  |
|                                                              |                                       | Laura Caterina Altieri                     | Maria Virginia Carpegna                       |  |  |       |  |  |                                                            |  |  |                                                            |  |
| Maria Virginia Altieri                                       |                                       | Laura Caterina Altieri                     |                                               |  |  |       |  |  |                                                            |  |  |                                                            |  |
|                                                              |                                       | Agostino Chigi, I principe di Campagnano   | Augusto Chigi                                 |  |  |       |  |  |                                                            |  |  |                                                            |  |
|                                                              |                                       | Agostino Chigi, I principe di Campagnano   | Augusto Chigi                                 |  |  |       |  |  |                                                            |  |  |                                                            |  |
|                                                              |                                       | Agostino Chigi, I principe di Campagnano   | Olimpia Della Ciaia                           |  |  |       |  |  |                                                            |  |  |                                                            |  |
| Costanza Chigi                                               |                                       | Agostino Chigi, I principe di Campagnano   |                                               |  |  |       |  |  |                                                            |  |  |                                                            |  |
|                                                              |                                       | Maria Virginia Borghese                    | Paolo Borghese                                |  |  |       |  |  |                                                            |  |  |                                                            |  |
|                                                              |                                       | Maria Virginia Borghese                    | Paolo Borghese                                |  |  |       |  |  |                                                            |  |  |                                                            |  |
|                                                              |                                       | Maria Virginia Borghese                    | Olimpia Aldobrandini                          |  |  |       |  |  |                                                            |  |  |                                                            |  |
|                                                              |                                       | Maria Virginia Borghese                    |                                               |  |  |       |  |  |                                                            |  |  |                                                            |  |